# 大仙市立大曲中学校
大仙市立大曲中学校（だいせんしりつ おおまがりちゅうがっこう）は、秋田県大仙市にある公立中学校。

## 教育方針
校訓は「よく生きよ」であり、教育目標としては「一人一人が『よく生きる』豊かな学園の創造」を掲げている。メディアの利用については教育指導において力点を置き、SNS利用のルール「のせないで、個人情報、みえる写真」を制定し、「個人情報がわかるような画像・動画はSNSに投稿してはいけません」と生徒に対しては指導を徹底してきた。

## 沿革
1963年に、大曲市立大曲中学校、大曲市立花館中学校の2中学校を統合して設立された。翌年には大曲市立四ツ屋中学校も統合している。 

### 年表
- 1963年（昭和38年）
  - 4月1日 - 旧大曲中学校を南校舎、旧花館中学校を北校舎として、新生「大曲市立大曲中学校」が開校。
  - 12月 - 新校舎竣工。
- 1964年（昭和39年）
  - 1月21日 - 新校舎へ移転。校章も制定。
  - 4月1日 - 四ツ屋中学校を統合。統合後も校舎は東校舎として利用される。
- 1965年（昭和40年）
  - 3月末 - 東校舎を新校舎へ移転し、実質的な統合校舎となる。
  - 12月1日 - 体育館、道場竣工。これにより新校舎の工事が完成する。
  - 12月7日 - 校歌制定。
- 1981年（昭和56年）12月 - 新校舎（現在の1年棟）竣工。
- 1988年（昭和63年） - 道場改築。
- 1994年（平成6年） - 第1期校舎改築工事、教室棟竣工。
- 1995年（平成7年） - 第2期校舎改築工事、管理棟竣工。
- 1996年（平成8年）
  - 第3期工事、外溝工事完成。これにより校舎改築工事が完成する。
  - 8月30日 - 校舎落成記念式典挙行。
  - 12月10日 - 落成式挙行。
- 2005年（平成17年）3月22日 - 市町村合併により「大仙市立大曲中学校」となる。
- 2011年（平成23年） - 新体育館竣工。
- 2019年（令和元年） - 新プール竣工。

## 部活動

### 運動部
| - 野球部 - サッカー部 - 水泳部 - バレー部 - 男子ソフトテニス部 - 女子ソフトテニス部 - 男子バスケットボール部 - 女子バスケットボール部 | - 男子卓球部 - 女子卓球部 - 柔道部 - 剣道部 - 陸上競技部 - 駅伝部 - バドミントン部 - スキー部 |

### 文化部
| - 吹奏楽部 - 合唱部 - 美術部 | - 学芸部 - 生活科学部 - 科学部 |

（出典：部活動紹介 | 公式サイト）

## 校歌
- 題：よく生きよ 若人よ[4]
  - 作詞：本郷隆　
  - 作曲：佐藤長太郎
- 演奏時間は10分15秒。

## 所在地
- 〒014-0016  秋田県大仙市若竹町7-17

## 著名出身者
- 相場詩織 (フリーアナウンサー)
- 大友竜輔 (サッカー選手)
- 武藤一邦 (プロ野球選手)[5]
- 渡辺浩稔 (柔道家)

## 事件・不祥事
2023年11月15日、女性教諭が「わいせつ電磁的記録陳列」の疑いで秋田県大仙警察署に逮捕された。犯行は秋田県警のサイバーパトロールによって発見されていた。秋田県教育委員会は同教諭については学校の信頼を失墜させたなどとして11月25日付けで停職１年の懲戒処分とした。

(※逮捕容疑については「わいせつ物頒布等の罪#わいせつ電磁的記録頒布罪」を参照のこと)